# Kamienica Rynek 11 w Lublinie
Kamienica Rynek 11 – zabytkowa trzypiętrowa, podpiwniczona kamienica na Starym Mieście w Lublinie. Wpisana do rejestru zabytków pod numerem A/270 z dnia 10.03.1967. Znajduje się w zwartym ciągu zabudowy Rynku Starego Miasta, pomiędzy zabytkowymi kamienicami numer 10 i kamienicą Konopniców. Budynek podpiwniczony jest dwoma kondygnacjami piwnic. Fasada kamienicy swój obecny wygląd zawdzięcza przeprowadzonemu w 1954 roku generalnemu remontowi i sgraffitami wykonanymi P. Wollenberga, obrazującym ona sceny pracy rzemieślników.

## Historia
Pierwsza wzmianka o istnieniu w tym miejscu budynku pochodzi z 1512 roku. Jej właścicielem jest Seweryn Zajfert. Kamienica była w posiadaniu rodziny Zajferta do 1574 roku. Na rok przed wielkim pożarem Lublina w 1575 roku, była w posiadaniu Konstantego Korniaka. W wyniku pożaru część kamienicy uległa zniszczeniu. Od 1584 roku przez około dwadzieścia pięć lat właścicielami byli Daniel i Rudiger Sacelli. 
W 1590 roku został przeprowadzony generalny remont kamienicy. W 1632 roku budynki przeszły na własność Karola i Marianny Goldsmit, którzy dobudowali piętro. W 1663 roku przeprowadzono kolejny remont z nadbudową drugiego pięta. Po śmierci kolejnego właściciela Złotnickiego (spolszczony Goldsmit) kamienica była użytkowana przez franciszkanów. W 1791 roku król Stanisław August Poniatowski, nadał kamienicę Janowi Nepomucenowi Sobieszańskiemu, w 1795 roku kamienicę przejmuje kanonik lwowski, kustosz kolegiaty Wojciechowi Strykowskiemu. W 1820 roku kamienicę kupuje Kasper Drewnowski i odsprzedaje ją Łukaszowi Rodakiewiczowi, który buduje na tyłach posesji teatr i nadbudowuje istniejącą kamienicę. Rodzina Rodakiewiczów była w posiadaniu kamienicy do końca XIX wieku. Od 1922 roku do wojny należała do Chila i Mindla Obcengierów. 
W pierwszych dniach II wojny światowej podczas bombardowania Lublina przez lotnictwo niemieckie, kamienica została uszkodzona.

## Literatura
- Piotr Kawałko i inni, Lublin Przewodnik, historia, co warto zobaczyć, mapy, noclegi, gastronomia, ciekawostki, Lublin: Wydawnictwo Archidiecezji Lubelskiej "Gaudium", 2012, s. 116-117, ISBN 978-83-7548-115-0.
- Lubelska Fundacja Odnowy Zabytków Kamienica, Kamienica Rynek nr 11, Opracowano w części na podstawie karty ewidencyjnej, przechowywanej w WUOZ w Lublinie.
- Teatr NN.pl Leksykon Lublin, Anna Malik – Rynek 11 w Lublinie.